# وزارة المالية (أوزبكستان)
وزارة المالية (بالأوزبكية: Молия вазирлги؛ موليَّة فازرزليغي) هي وزارة حكومية في أوزبكستان تشرف على سياسات الضرائب والميزانية وإدارة السياسات المالية العامة في البلاد. وهي مقسمة إلى إدارات مالية إقليمية ومدنية تدير المناطق المخصصة لها. تقوم الوزارة بتقييم القروض الحكومية الخارجية، والإشراف على صياغة خطط ميزانية الدولة والضرائب. ويقع مقرها الرئيسي في طشقند.
الوزير الحالي هو تيمور إشميتوف، وذلك منذ اعتلائه المنصب في 2020 م.